# عبد الله بازار
عبد الله بازار (بالفارسية: عبدالله بازار) هي قرية تقع في قسم نغور الريفي (مقاطعة تشابهار) في إيران. يقدر عدد سكانها بـ 240 نسمة بحسب إحصاء 2016.